# فيليب رايلي (مبارز بالسيف)
فيليب رايلي (بالإنجليزية: Philip Reilly)‏ هو مبارز بالسيف أمريكي، ولد في 11 يناير 1952 في نيوآرك في الولايات المتحدة.

## وصلات خارجية
- فيليب رايلي على موقع أوليمبيديا (الإنجليزية)